# La Baume-Cornillane
La Baume-Cornillane è un comune francese di 461 abitanti situato nel dipartimento della Drôme della regione dell'Alvernia-Rodano-Alpi.

## Società

### Evoluzione demografica
Abitanti censiti